# The Wildest!
Az 1957-es The Wildest! Louis Prima nagylemeze. A lemezen közreműködik Keely Smith énekes, Sam Butera szaxofonista és a Witnesses.
A The Wildest! új kiadása 2002. augusztus 13-án jelent meg. Az album négy további dalt tartalmaz, ezeket 1956. szeptember 13-án vették fel. Szerepel az 1001 lemez, amit hallanod kell, mielőtt meghalsz című könyvben.

## Az album dalai
| 1.  | Just a Gigolo/I Ain't Got Nobody                    | Leonello Casucci, Julius Brammer, Irving Ceasar/Spencer Williams, Roger Graham | 4:42 |
| 2.  | (Nothing's Too Good) For My Baby                    | B. Budston, J. Falcon                                                          | 2:36 |
| 3.  | The Lip                                             | T. Klages, Vic Knight                                                          | 2:15 |
| 4.  | Body and Soul                                       | Frank Eyton, Johnny Green, Edward Heyman, Robert Sour                          | 3:22 |
| 5.  | Oh Marie                                            | Edwardo Di Capua; hangszerelte Louis Prima                                     | 2:25 |
| 6.  | Basin Street Blues/When It's Sleepy Time Down South | Williams/Leon Rene, Otis Rene                                                  | 4:12 |
| 7.  | Jump, Jive an' Wail                                 | Prima                                                                          | 3:28 |
| 8.  | Buona Sera                                          | Peter DeRose, Carl Sigman                                                      | 2:58 |
| 9.  | Night Train                                         | Jimmy Forrest                                                                  | 2:46 |
| 10. | (I'll Be Glad When You're Dead) You Rascal You      | Sam Theard                                                                     | 3:13 |

| 11. | Five Months, Two Weeks, Two Days | Debbie Morris, Don Donaldson | 2:08 |
| 12. | Banana Split for My Baby         | Prima, Stan Irwin            | 2:29 |
| 13. | Whistle Stop                     | Jimmy Breadlove              | 2:15 |
| 14. | Be Mine (Little Baby)            | Sam Butera, Prima            | 2:35 |

## Közreműködők
- Louis Prima – ének, trombita
- Keely Smith – ének
- Jack Marshall – gitár
- Sam Butera – tenorszaxofon
- James Blount, Jr. – harsona
- Willie McCumber – zongora
- Amato Rodrigues – basszusgitár
- Bobby Morris – dob